# Grünerův dům
Grünerův dům je v jádru renesanční a barokně přestavěný dům na náměstí Krále Jiřího z Poděbrad v Chebu. Jméno nese po svém prvním majiteli, magistrátním radovi, Grünerovi, který udržoval přátelství s německým spisovatelem a vědcem Johannem Wolfgangem von Goethe. Jedná se o výrazný dvoupatrový dům s kruhovým portálem, nad nímž se nachází letopočet 1713. Původně se mezi okny v 1. patře nacházela pamětní deska upomínající návštěvy Goetha v Chebu.
Dům prošel přestavbami i v 19. a 20. století. V současnosti (2022) se zde nachází Edukační centrum. Dům je národní kulturní památkou jako součást městské památkové rezervace Cheb.